# Prezydenci Rady Terytorialnej Saint-Martin
Prezydent Rady Terytorialnej Saint-Martin pełni funkcję szefa rządu Saint-Martin. Rada Terytorialna wybierana jest co pięć lat w wyborach powszechnych i jest ciałem ustawodawczym wyspy. Składa się z 23 osób. Spośród nich wybierany jest prezydent Rady Terytorialnej oraz 7-osobowa Rada Wykonawcza (rząd). Prezydent Rady Terytorialnej stoi na czele Rady Wykonawczej (rządu).
Instytucja Rady Terytorialnej została wprowadzona w 2007, po reformie systemu politycznego na wyspie, oddzieleniu się od Gwadelupy i otrzymaniu statusu zbiorowości zamorskiej Francji. Przed reformą na czele Saint-Martin stał mer (burmistrz).

## Lista przewodniczących Rady terytorialnej
| #   | Imię i Nazwisko                     | Kadencja         | Kadencja         |
| #   | Imię i Nazwisko                     | Od               | Do               |
| --- | ----------------------------------- | ---------------- | ---------------- |
| 1   | Louis-Constant Fleming (1946–)      | 15 lipca 2007    | 25 lipca 2008    |
| –   | Marthe Ogoundélé (1964–) tymczasowo | 25 lipca 2008    | 7 sierpnia 2008  |
| 2   | Frantz Gumbs (1954–)                | 7 sierpnia 2008  | 14 kwietnia 2009 |
| –   | Daniel Gibbs (1968–) tymczasowo     | 14 kwietnia 2009 | 5 maja 2009      |
| (2) | Frantz Gumbs (1954–)                | 5 maja 2009      | 1 kwietnia 2012  |
| 3   | Alain Richardson (1963–)            | 1 kwietnia 2012  | 17 kwietnia 2013 |
| 4   | Aline Hanson (1949–)                | 17 kwietnia 2013 | 2 kwietnia 2017  |
| 5   | Daniel Gibbs (1968–)                | 2 kwietnia 2017  | nadal            |